# Eurysternus velutinus
Eurysternus velutinus är en skalbaggsart som beskrevs av Bates 1887. Eurysternus velutinus ingår i släktet Eurysternus och familjen bladhorningar. Inga underarter finns listade i Catalogue of Life.